# Jordi Buch i Oliver
Jordi Buch Oliver (Mataró, El Maresme, 4 de novembre de 1957) és un escriptor català.

## Obra
Narrativa en català
- Digues que sóc agosarat. Barcelona: La Busca, 2006
- A trenc d'alba. Barcelona: La Busca, 2005

Novel·la en català
- Per les vores de dues pells. Barcelona: La Busca, 2004
- Massa gent a dins l'armari. Mataró: Edicions dels ALILL, 2010
- Història d'Elena. Mataró: Edicions dels ALILL, 2010

En castellà
- Montilla, de emigrante a presidente.Madrid: Europa Viva, 2008 [Biografies]
- Historia misteriosa de España y Portugal.Madrid: Europa Viva, 2008 [Investigació i divulgació]
- La última mujer. Barcelona:Parnass Ediciones, 2013 [Novel·la] Obra conjunta amb l'escriptora Ana Solari

Novel·la traduïda al cors
Quandu sò spenti i lumi Antonio Corsacata. Traduzzione di Ghjacumu Thiers. Albiana/CCU 2012 - Collection Calamaii (Còrsega)